# Oskar Erich Meyer
Oskar Erich Meyer (* 22. Februar 1883 in Breslau; † 22. November 1939 ebenda) war ein deutscher Geologe, Paläontologe, Bergsteiger und Schriftsteller. Durch seine alpinistischen Erlebnisbücher wurde er in der ersten Hälfte des 20. Jahrhunderts einer der einflussreichsten Alpinschriftsteller.

## Leben und Werk
Meyer stammte aus einer Gelehrtenfamilie. Sein Vater Oskar Emil Meyer lehrte Physik an der Universität Breslau, seine älteren Brüder Arnold Oskar Meyer (1877–1944) und Herbert Meyer  (1875–1941) waren Historiker bzw. Jurist. Nach dem Abitur 1904 studierte Oskar Erich zunächst Rechtswissenschaft in Breslau, Genf und Jena; ab dem fünften Semester wechselte er zu den Naturwissenschaften, vor allem zur Geologie. Nach der Promotion 1910 nahm er an einer Erkundungsexpedition des Reichskolonialamtes im Ugogo in Deutsch-Ostafrika teil. Ab 1912 arbeitete er als erster Assistent am Geologischen Institut der Technischen Universität Breslau und habilitierte sich ebendort 1915 für Geologie und Paläontologie. 1922 wurde er schließlich außerordentlicher Professor an der TH Breslau.
Meyer war, seitdem er als Dreizehnjähriger Ferien in Mittenwald im Karwendel verbracht hatte, ein begeisterter Bergsteiger. Er kletterte vor allem in den Jahren 1907 bis 1910 in den Westalpen. Mit seinem Bergkameraden Georg Zindler ging er neue Touren im Aiguilles Rouges bei Chamonix und im französisch-schweizerischen Grenzgebiet, am Petit Aiguille de la Floriaz, am Mur des Roses-Nordostcouloir und in dessen Ostwand. Ferner legte er im Riesengebirge Sturm- und Nebelfahrten auf Skiern zurück, unternahm Touren in der Hohen Tatra, den Dolomiten und den Ötztaler Alpen. Der ideale Berg war für ihn allerdings der Mont Blanc.
Besondere Bekanntheit erreichte Meyer durch sein alpinschriftstellerisches Werk. Orientiert an den Schriften des einzelgängerischen Eugen Guido Lammer entdeckte er ein neues Ideal des Alpinisten. Bergsteigen wurde ihm zu einer Leidenschaft, „die kein Maß und keinen Namen hat“. In dem einflussreichen Buch Tat und Traum, einer Sammlung bereits veröffentlichter Essays, setzte er vor allem seine Erlebnisse an der Dent Blanche, in einem Biwak am Obergabelhorn und beim Alleingang auf die Weissmies literarisch um. Er schrieb außer essayistischen Texten auch symbolbeladene, sich in der Tradition der Romantik verstehende Naturlyrik pantheistischer Ausrichtung. Meyers Werk prägte spätere Alpinschriftsteller wie Henry Hoek oder Leo Maduschka.
Am 24. Juli 1939 verunglückte Meyer bei einer Tour, die er mit seiner Frau und seiner Tochter in den Stubaier Alpen in der Nähe der Siegerlandhütte unternahm, am Kitzkogel. Er zog sich eine Gehirnerschütterung, Kopfverletzungen und Rippenbrüche zu. Zurück in Breslau erlag er nach einer Operation den Spätfolgen seines Unfalls. In seinem letzten Willen wünschte sich Meyer, in Bergsteigerkluft mit Helm und Pickel bestattet zu werden.

## Schriften
- Jacques Balmat und der Montblanc. A. Stenzel, Breslau 1908.
- Sucht und Sehnen. Ein Buch Gedichte. Wohlfarth, Breslau 1908.
- Die Lieder des leisen Lebens. Piper, München 1910.
- Die Entwicklung der arktischen Meere in paläozoischer Zeit. Schweizerbart, Stuttgart 1910.
- Die devonischen Brachiopoden von Ellesmereland. Brøgger, Kristiania 1913.
- Die Brüche von Deutsch-Ostafrika besonders der Landschaft Ugogo. Schweizerbart, Stuttgart 1915.
- Tat und Traum. Ein Buch alpinen Erlebens. Bergverl, München 1920.
- als Hrsg.: Joseph von Eichendorff: Eichendorffs Werke. In drei Bänden. Bayern Druck G. m. b. H, München-Pullach 1923.
- als Hrsg.: Johann Wolfgang von Goethe: Goethes Werke. Bayern-Dr, München-Pullach 1923.
- als Hrsg.: Theodor Körners Werke. Bayern-Druck, München-Pullach 1923.
- Afrikanische Briefe, Erinnerungen an Deutsch-Ost-Afrika. Bayerndruck, München 1923.
- Paul Regell und Oskar Erich Meyer: Das Riesen- und Isergebirge. 2. Auflage. Velhagen & Klasing, Bielefeld 1927.
- Berg und Mensch. Rede gehalten zur Feier des 50-jährigen Bestehens der Sektion Chemnitz des Deutschen und Österreichischen Alpenvereins am 19. März 1932. Rein, Chemnitz 1932.
- Das Erlebnis des Hochgebirges. Mit einem Bildnis des Verfassers. 1. Auflage. Union Dt. Verl.-Ges, Berlin 1932.
- Die Braut des Montblanc. Mit 4 Zeichn. [v.] (Jürgen Klein). [Henriette d'Angeville]. 1. Auflage. Union Deutsche Verl.-Ges, Berlin 1937.
- Berg und Mensch. 1. Auflage. Union, Berlin 1938.
- Montblanc. Wege zum Berg. 1. Auflage. Roth [u. a.], Berlin 1939.